# 达纳内集中营
达纳内集中营（義大利語：Campo di concentramento di Danane）是意大利在第二次意大利埃塞俄比亚战争后于意属东非摩加迪沙附近所建立的集中营。据记录，该集中营内有6000人，其中大部分是反抗意大利在东非殖民统治的埃塞俄比亚人。许多报告称，该集中营的一半人死于营养不良、疟疾和其他疾病。